# Edmund Kretschmer

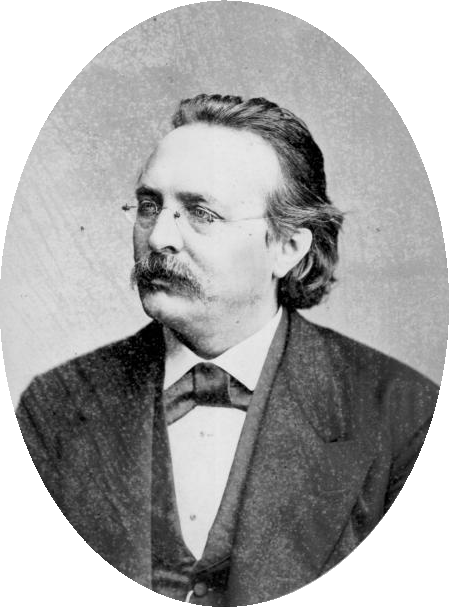
Edmund Kretschmer

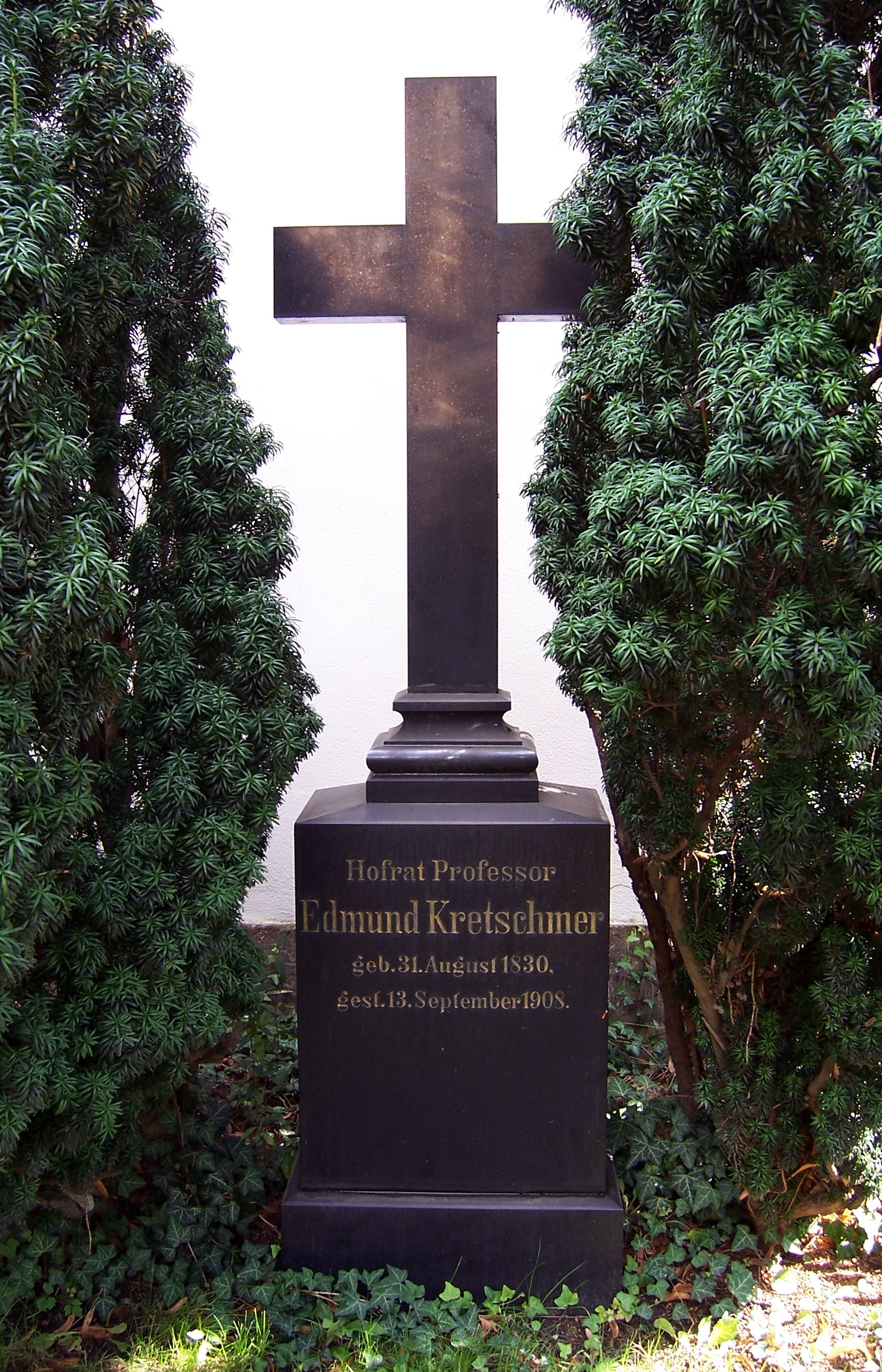
Grab Edmund Kretschmers auf dem Alten Katholischen Friedhof in Dresden.

Carl Franz Edmund Kretschmer (* 31. August 1830 in Ostritz, Oberlausitz; † 13. September 1908 in Dresden) war ein deutscher Organist und Komponist.

## Leben
Der Vater, Franz Kretschmer, Rektor der Stadtschule in Ostritz, war selbst ein begabter Musiker. Seinen ersten Unterricht erhielt Edmund naturgemäß vom Vater, der ihn baldmöglichst bei den von ihm veranstalteten Aufführungen als Violinist und wegen seiner klangvollen Altstimme auch als Chor- und Solosänger einsetzte. Ab 1846 studierte er in Dresden Kompositionslehre bei Ernst Julius Otto und beim „Orgelkönig“ Johann Gottlieb Schneider d. J. das Orgelspiel. Er arbeitete erst als Lehrer, bevor er 1854 Organist der Katholischen Hofkirche wurde.
Schon in jungen Jahren hatte er das Glück, von namhaften Künstlern und Künstlerinnen gefördert zu werden, wie Anton Mitterwurzer oder Nina und Henriette Sontag. Zunächst war er als Lehrer tätig. Unter Richard Wagner sang er 1849 in einer Aufführung der 9. Sinfonie von Ludwig van Beethoven. 1854 wurde er zum Hifsorganisten und 1863 zum Hoforganisten an der katholischen Hofkirche in Dresden ernannt. 1872 übernahm er hier die Leitung der „Königlichen Kapellknaben“ und 1880 das Amt des Chordirigenten. König Albert von Sachsen zeichnete ihn mit mehreren Orden aus und verlieh ihm den Titel eines „Hofkirchenkomponisten“ und eines Professors. Er war zudem Ehrenliedermeister bzw. Ehrendirigent der Gesangvereine „Erato“ und „Philharmonie“ in Dresden, Ehrenmitglied der Gesangvereine in Königsberg, Reichenberg, Schluckenau, Gablonz, Warnsdorf, Schönlinde und Leipzig, die er teilweise selbst gründete, sowie des deutschen Gesangvereins in Hoboken. Seine Schaffenszeit fällt unter die Zeitspanne der Direktionen von sechs Hofkapellmeistern an der Dresdener Oper, nämlich Carl Gottlieb Reißiger, Karl August Krebs, Julius Rietz, Franz Wüllner, Ernst von Schuch und Adolph Hagen (1883–1913). Außerdem unterrichtete er zahlreiche Schüler und Schülerinnen, von denen einige über Deutschland hinaus bekannt wurden.
Kretschmer komponierte Lieder – darunter insbesondere auch Kinderlieder –, Hymnen, Motetten, Orchestermärsche, Gesangsquartette, Stücke für Männerchor und Orchester, vier Messen und Offertorien sowie vier Opern. 1865 wurde seine Komposition Die Geisterschlacht für Männerchor und Orchester, nach einer Dichtung von Hermann Waldow, beim ersten deutschen Sängerbundfest in Dresden uraufgeführt und mit einem Preis ausgezeichnet; 1868 erhielt er bei einem internationalen Wettbewerb in Brüssel den ersten Preis für eine Messe. In der Folge entstand seine erste Oper Die Folkunger mit Text von Salomon Hermann Mosenthal, die am 21. März 1874 an der Hofoper Dresden in Anwesenheit des Königs unter großem Beifall uraufgeführt wurde. Auch seine zweite Oper, Heinrich der Löwe, für die er auch den Text geschrieben hatte und die ihre Uraufführung am 8. Dezember 1877 in Leipzig erlebte, wurde ebenso positiv aufgenommen. Seine dritte, 1880 beendete Oper Der Flüchtling wurde am 1. April 1881 in Ulm uraufgeführt, wo sie wiederum sehr wohlwollend rezipiert wurde. Im selben Jahr wurde er zum Königlich-Sächsischen Kirchenkomponisten ernannt und erhielt das Ritterkreuz des Ernestinischen Hausordens verliehen. 1884 erhielt er das Ritterkreuz erster Klasse des Albrechts-Ordens verliehen. 1892 wurde er vom Sächsischen Cultusminsterium zum Professor ernannt. Am 1. Oktober 1897 trat er als Hoforganist und Instructor am Königl. Capellknaben-Instituts in den Ruhestand. Sein Sohn Franz Kretschmer wurde sein Nachfolger als Instructor am Königl. Capellknaben-Institut. Anlässlich seines siebzigsten Geburtstags wurde ihm vom König von Sachsen der Geheimrath-Titel verliehen. Die Komponisten Franz Curti, Reinhold Kühnel, Robert Manzer und Kurt Striegler zählen zu seinen Schülern.
Edmund Kretschmer war seit 1862 mit der Sängerin Jenny (Eugenie) Schröter (1839–1926), Tochter eines Kammermusikers und Schülerin von Wilhelmine Schröder-Devrient, verheiratet. Für sie komponierte er sein Frühlingslied (Opus 3). Er starb 1908 als Hofrat, sein Grab befindet sich auf dem Alten Katholischen Friedhof in Dresden. Noch zu Lebzeiten wurde er Ehrenbürger seiner Geburtsstadt Ostritz, in der heute eine Straße seinen Namen trägt.

## Werke (Auswahl)

### Opern
- Die Folkunger, Oper in 5 Akten; Text: Salomon Hermann Mosenthal; Uraufführung am 21. März 1874 an der Hofoper Dresden. Klavier-Auszug: Kistner, Leipzig 1876 (Digitalisat des Klavierauszugs bei Hathi Trust Digital); Das Vorspiel, Der Eriksgang und Krönungsmarsch, Vorspiele zum 3. und 4. Akt, Partitur: Kistner, Leipzig 1876 (Digitalisat der Partitur von Eriksgang und Krönungsmarsch bei Hathi Trust Digital) (Die Folkunger: Noten und Audiodateien im International Music Score Library Project)
- Heinrich der Löwe, Oper in 4 Akten; Text: Edmund Kretschmer; 8. Dezember 1877 in Leipzig.[12] Vollständiger Klavier-Auszug: (Kistner, Leipzig 1877) OCLC 497614096; Vorspiel und Triumphmarsch für grosses Orchester: Partitur, Kistner, Leipzig 1877 (Digitalisat des Textbuchs beim Münchener Digitalisierungszentrum)
- Der Flüchtling, Oper in 3 Akten; Text: Anna Löhn; begonnen 1870, vollendet 1880; Uraufführung 1. April 1881 in Ulm
- Schön Rotraut, Komische Oper in 4 Akten; Text: Johanna Baltz; Uraufführung am 5. November 1887 in Dresden  (Digitalisat des Textbuchs beim Münchener Digitalisierungszentrum)

### Werke mit Opuszahl
- op. 1 − Drei Lieder für eine Singstimme mit Begleitung des Pianoforte, Brauer, Dresden, um 1860 I Was kümmerts mich,Text: Friedrich Oser II Dein Auge III Diebstahl, Text: Robert Reinick OCLC 762027390
- op. 2: − Drei Lieder für Singstimme und Klavier, Brauer, Dresden, um 1860[13] I Winterabend, Text: Heinrich Heine II Ich möcht’ auf’s Herz die Hand dir legen III Du siehst mich an und kennst mich nicht, Text: August Heinrich Hoffmann von Fallersleben
- op. 3 − Frühlingslied, Lied für eine Singstimme mit Begleitung des Pianoforte (1870) OCLC 497614073
- op. 4 − Die Geisterschlacht, Text: Hermann Waldow; in Musik gesetzt für Männergesang und Orchester (1865), Preiscomposition für das erste deutsche Sängerbundesfest zu Dresden OCLC 315899763  (Die Geisterschlacht, Op.4: Noten und Audiodateien im International Music Score Library Project)
- op. 7 – Zwei Lieder I Wenn ich dir in die Augen seh’, Text: Heinrich Heine II Als nachts wir uns küssten
- op. 8 − Du bist wie eine stille Sternennacht, Lied für eine Singstimme mit Begleitung des Piano-Forte (Hoffahrt, Dresden, um 1876)[14] OCLC 1283943636
- op. 9 – Novelletten, 4 Klavierstücke (1868) OCLC 315971107 (Digitalisat der Sächsische Landesbibliothek — Staats- und Universitätsbibliothek Dresden (SLUB))
- op. 10 – Der Himmel hat eine Thräne geweint, Lied für eine Singstimme mit Begleitung des Pianoforte; Text: Friedrich Rückert (ersch. 1868)
- op. 11 – Gebt mir vom Becher nur den Schaum, Lied für eine Singstimme mit Begleitung des Pianoforte, Text: Emanuel Geibel, (ersch. 1870) OCLC 315961567
- op. 12 – Die Pilgerfahrt nach dem gelobten Lande, für Männerchor, Solostimmen und Orchester (Bote und Bock, Dresden, 1869) OCLC 59494
- op. 14 – Nachts am See (Text: Edmund Kretschmer): Lied für eine tiefe Stimme mit Begleitung des Pianoforte (1870) OCLC 315963978
- op. 15 – Missa a capella OCLC 315947425
- op. 16 – Was die Mutter spricht für Singstimme und Klavier. Text: Edmund Kretschmer
- op. 17 – Laudate Dominum, Psalm 117, Oster-Motette, zwei Motetten: für achtstimmigen gemischten Chor (um 1876) OCLC 315900568
- op. 18 – 4 Hymnen für gemischten Chor (um 1870) OCLC 315966303 Veni creator spiritus, Justorum animae, †  Redemptoris, Pange lingua
- op. 19 – Ich fahr allein im leichten Kahne, Am Bache (Text: B. Eduard Schulz, pseud. E. Ferrand), Lied der Nacht (Text: August Heinrich Hoffmann von Fallersleben), Jedes Blümlein, dass ich finde (Text: Carl Laue) vier Lieder
- op. 20 – Ave Maria: Lied für eine Singstimme mit Begleitung des Pianoforte oder des Harmonium oder der Orgel (Näumann, Dresden, um 1875) OCLC 699699224
- op. 22 – Messe vocale N°. 3, avec accomp. d’orgue oblige. Partitur und Stimmen: Schott, Paris OCLC 33206853
- op. 23 – Missa in honorem Sancti Francisci Seraphici, ad quatuor voces inaequales, organe comitante ad libitum in As-Dur. Schott, Bruxelles (1878?) OCLC 1099118782 OCLC 879138078
- op. 24 – Liebe im Kleinen, Text: Friedrich Rückert
- op. 25 – Drei Gesänge für eine Singstimme mit Begleitung des Pianoforte., Leipzig, 1877 OCLC 315962780 OCLC 84173581 I Nachtgesang, Text: Emanuel Geibel II Draussen im Wald. Text: Edmund Kretschmer III In grüner Welt, Ruhe Text: Edmund Kretschmer
- op. 26 – Musikalische Dorfgeschichten, Sechs Charakterstücke für kleines Orchester. I Morgengruß II Rosmarin am Wege III Auf der Wiese IV Am Weiher V Buntes Treiben VI Abendruhe. Partitur: (Ries, Dresden, 1879) OCLC 497614150 (Musikalische Dorfgeschichten, Op.26: Noten und Audiodateien im International Music Score Library Project)
- op. 27 – Festgesang für Männerchor und Blechinstrumente, Text; J. Pabst (Kistner, Leipzig, 1879) OCLC 497613538
- op. 28 – Melodie, Concertstück für Orchester. Partitur: (Kistner, Leipzig 1880) OCLC 1038139090. Klavierauszug für zwei Klaviere OCLC 497614132
- op. 29 – Sechs Gesänge für Männerstimmen. (Kistner, Leipzig, um 1881) IV Schwäbische Erbschaft. Text: Feodor Löwe (1816–1890) OCLC 610954704
- op. (?) – Messe in As-dur; aufgeführt am 30. Juli 1881 in der Dresdener Hofkirche
- op. 31 – Huldigungsmarsch für Orchester. Partitur (Kistner, Leipzig, um 1881) OCLC 1098781560
- op. 32 – Dramatisches Tongedicht in g-Moll, für großes Orchester (1882). Partitur: Kistner, Leipzig OCLC 1185160641 (Dramatisches Tongedicht, Op.32: Noten und Audiodateien im International Music Score Library Project)
- op. 33 – Quatuor antiphonae Beatae Maria Virginis ad 4 et 5 voces, Bossenecker, Regensburg, um 1900 OCLC 643171646
- op. 34 –  Fünf Lieder für eine Singstimme mit Begleitung des Pianoforte (1885)  I Veilchenlied, Text: Johanna Baltz OCLC 315945884 II Die schönen Augen der Frühlingsnacht, Text: Heinrich Heine OCLC 315945708 III Lied aus Sevilla, Text: Günther Walling (1839–1896) IV Mainacht, Text: Julius Karl Reinhold Sturm V Schlummerlied
- op. 35 – Vier Motetten für gemischten Chor (Leipzig, 1886) OCLC 497614146 OCLC 1232224796 I Benedictus es Domine: Sei, o Herr, gebenedeit II Lacrymosa: Thränenreich der Tag wird werden III Jubilate Deo: Preiset seinen Namen IV Ave maris stella: Sei gegrüsst, des Meeres Strom (Vier Motetten: Noten und Audiodateien im International Music Score Library Project)
- op. 37 – Sieg im Gesang, Dichtung in 6 Scenen für Männerchor, Solostimmen und Orchester. Text: Edmund Kretschmer. Klavierauszug: (Kistner, Leipzig) OCLC 1038113422
- op. 38 – Vier Männerchöre, Forberg, Leipzig, 1888 OCLC 497614120 Op. 38. I Die drei Kameraden. Text: Rudolf Baumbach II Liebestodt. Text:  Kretschmer III Keine Sorg' um den Weg, Text: Klaus Groth IV Trinklied, Text: Rudolf Baumbach
- op. 39 – Dem Kaiser, Festmarsch für grosses Orchester.Orchesterpartitur. Forberg, Leipzig, um 1875 OCLC 879138078
- op. 40 – Sextett in vier Sätzen für Flöte, zwei Violinen, Viola, Violoncello und Kontrabass (Luckhardt, Berlin OCLC 315962924 und G. Schirmer. New York OCLC 71944766, 1888) OCLC 315962924 I Allegro moderato. II Larghetto. III Vivace e scherzando IV Allegro assai. Auftragswerk des Philharmonic-Club  New York.
- op. 42 – Pastorale für Orgel, J. Rieter-Biedermann, Leipzig, 1891 OCLC 1019909192
- op. 43 – Zwölf fugierte Präludien für die Orgel, Breitkopf & Härtel, Leipzig, 1892 OCLC 729445162
- op. 44 – Fabrice-Marsch, feierlicher Marsch für grosses Orchester. Partitur: Breitkopf & Hartel, Leipzig und New York, 1894 OCLC 36678688
- op. 45 – Fünf Chöre für Männergesang: Rot-Grün-Gold, Am Rhein, Die graue Schänke, In der Lenznacht, Die Sterne
- op. 47 – Magnificat für vier Stimmen und Orgel
- op. 48 – Vesper für Doppelchor
- op. 49 – Salve Regina für eine Singstimme und Orgel
- op. 50 – Requiem in c-moll für vier gemischte Stimmen, Schott, Brüssel, 1897 OCLC 843480352
- op. 51 – Zwölf  Orgelstücke (12 Orgelstücke, Op.51: Noten und Audiodateien im International Music Score Library Project)
- op. 53 – Lauretanische Litanei
- op. 54 – Hochzeitsmusik, Suite in 3 Sätzen für Orchester: I Festzug II Brautgruss III Reigen. Orchesterpartitur: Forberg, Leipzig 1896 OCLC 725262995
- op. 62 – Ländlicher Tanz, Liebe und trübe Gedanken, für Orchester
- op. 64 – Jugendzeit, goldne Zeit!, für Klavier, 1903 OCLC 497614113
- op. 65 – Andante gracioso für Klavier OCLC 1074613304 (Andante grazioso, Op.65: Noten und Audiodateien im International Music Score Library Project)

### Werke ohne Opuszahl
- Zwei Flötenstücke, um 1855[15]
- Harold der Barde, Ballade, Dichtung in 6 Scenen für Männerchor, Solostimmen und Orchester. Text: Edmund Kretschmer[16]
- Orpheus in der Kinderstube, 50 Scherz- und Gelegenheitslieder für Singstimme und Klavier, erschienen 1865 (Digitalisat bei Google Books)
- Laudate Dominum in hymnis, Messe (Avec accomp. d’orgue). Schott, Paris 1868 (Concours international de musique religieuse) OCLC 933575547
- Lebens-Frühling, 8 Kinderlieder für Singstimme und Klavier, 1870
- Gott sei mit dir, mein Sachsenland für Männerchor gesetzt
- Maiennacht für Frauenquartett
- Treue Wacht für Männerchor, Text: Franz Alfred Muth, 1886 OCLC 497614156
- Wettiner Jubiläumsmarsch
- Neues Leben, Pfingsthymnus für Männerchor, Text: Franz Noelle, Licht, Leipzig, um 1895 OCLC 632733833
- Ave Maria für Singstimme und Klavier, um 1895 OCLC 1220886216
- Missa a 8 voci in c-Moll, für gemischten Chor a cappella (1896)

## Literatur (Auswahl)

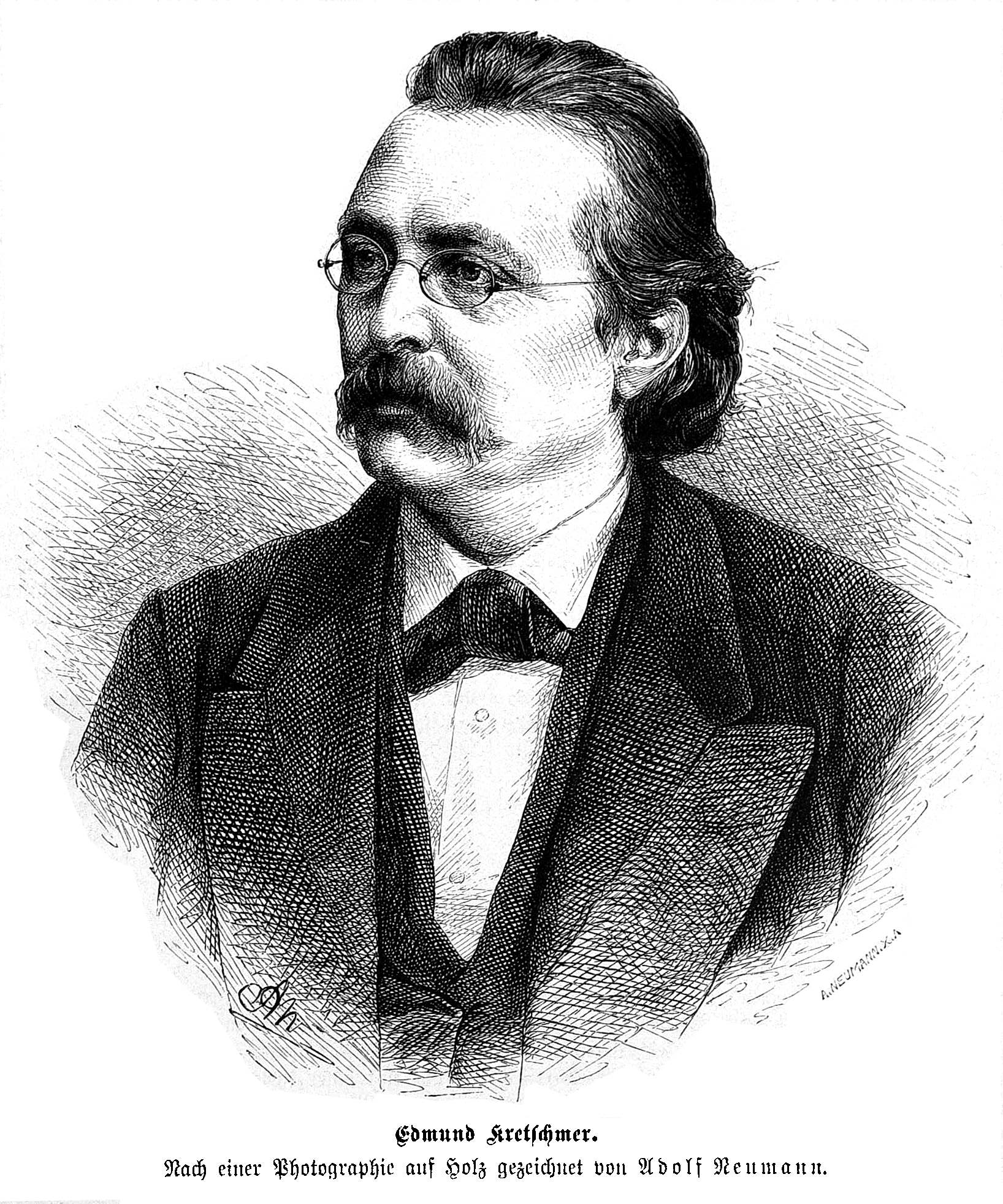
Die Gartenlaube (1880)